# Йонава
Йо́нава чи Яново (лит. Jonava, біл. Янава, пол. Janowo, Janów, рос. Яново) — місто в Литві, адміністративний центр Йонавського району.

## Географія
Місто розташоване на правому березі річки Няріс за 106 км на північний захід від Вільнюса і за 32 км на північний захід від Каунаса.
Тауроста, Ланкіс, Варнака впадають в Неріс в межах міста. Для міста характерний чіткий рельєф. Існує добре організована мережа вулиць (головні з них — вул. Йоноса Басанавічюса, вул. Вазаріо), площ (Рамибес), парків (Атмінімос, Тауростос, Йоніню сленіс), майданів (Йонавас Саюдіос, Сантарвес, Лайкродіос) та ставків (Варнутес), розташованих між мікрорайонами. Приміська зелена зона — одна з найхарактерніших рис Йонави.

### Частини міста
Старе місто Йонава є найстарішою частиною міста, розташованою навколо вулиці Каунас, на березі річки Неріс.
Залізничний вокзал — житловий мікрорайон на півночі міста, біля залізничної станції Йонава.
Балдінінкай (селище Балдінінкай, мікрорайон Фабріко) — змішаний мікрорайон, розташований на північному сході міста, біля залізниці Лієпая — Ромни. Мікрорайон призначався для працівників колишньої Йонавської меблевої фабрики (нині ЗАТ «Балдай Джумс»).
Гіре́ле — житлово-промисловий мікрорайон на північному сході міста.
Поселення Йонавського лісгоспу (Мішкукіс) — північно-східна частина міста між селом Лаукагалій і трасою Йонава — Укмерге (тут знаходився Йонавський лісгосп, нині — поселення працівників лісництва).
Юодмена — житловий мікрорайон на північному заході міста, обабіч вулиці Петроса Вайчюнаса.
Космонавти — житловий мікрорайон на північ від центру міста, обабіч вулиці Космонавтів.
Кунігішкай — південний район.
Лакштингалос — це житловий мікрорайон, розташований біля ставків та струмка Варнака.
Лаукагалій — північний район.
Лієтава — житловий мікрорайон, включає вулиці Žeimių tako та Lietava.
Мелнителе — північно-західний район.
Панеряй — житловий мікрорайон на березі річки Неріс, біля вулиці Панеряй.
Римкай — житловий мікрорайон на захід від центру міста, один з найбільших і густонаселених мікрорайонів.
Скаруляй — мікрорайон, розташований на лівому березі річки Неріс, на захід від «Ахема». У цьому мікрорайоні розташована вул. Скарулю. Церква Анни.
Варнуте — західний район.

## Населення
В 1970 році в Йонаві мешкало 14563 чоловік, в 1979 році — 28413; в 1989 населення становило 36520 жителів, в 2001 — 34954.
| жителів | 600    | 5 000  | 4 115  | 5 500  | 5 000  |
| Рік     | 1970   | 1979   | 1989   | 2001   | 2007   |
| жителів | 14 563 | 28 413 | 36 520 | 34 954 | 34 528 |

## Етимологія назви
Жемайтійський тесля Домінікас Косаковскіс, засновуючи місто біля маєтку Скаруляй, назвав його «Яново» на честь свого сина Йоно Євстахія. З часом встановився варіант назви «Йонава».
Згідно з народною етимологією, існує легенда, яка говорить, що в давні часи на лівому березі Неріса був шинок, де жили Йонас і Йонєне. Корчма приваблювала купців і ремісників, які казали «заїдемо до Йонуса». За переказами, так виникла назва Йонава.

## Історія

### Створення та розширення міста
Вважається, що на місці Йонави був ясеневий ліс, тому що й зараз східна частина міста перетворюється на густі ліси. Можливо, найдавніша заселена частина міста була на території села Скаруляй. Під час розкопок тут виявлені знаряддя праці віком 10-12 тис. років. Найбільше археологічне поселення виявлено біля нинішнього старого міста міста, найдавніше — на місці нинішнього Йонавського культурного центру. Багато людей також проживало біля Йонавської автобусної станції, тому що навіть сьогодні можна знайти фрагменти глиняних горщиків.
Мешканці Йонави згадували, що в Йонаві через Неріс існував брід, який також описаний в 1373 у «Лівонській хроніці». Брід був дуже важливим військовим об'єктом того часу, тому був надзвичайно прихованим та захищеним.
Виникнення міста пов'язане з садибою Скаруляй. В 17 ст. вона перейшла до Домініка Косаковського, який збудував палац у 1740. В 1750 була побудована перша дерев'яна церква. У 1776 Село Скаруляй перейшло до Йозапа Казіміра Косаковського, тут був заснований монастир. За проєктом Лаурина Стуока-Гуцявічюса у 1791 було збудовано костел і монастир. Ці будівлі утворили центр міста, а згодом туди почали переселятися перші жителі з навколишніх сіл.

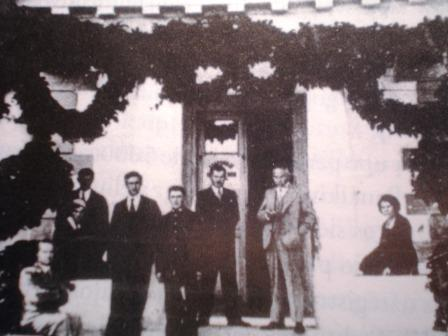
Кінна поштова станція (нині Йонавський обласний музей)

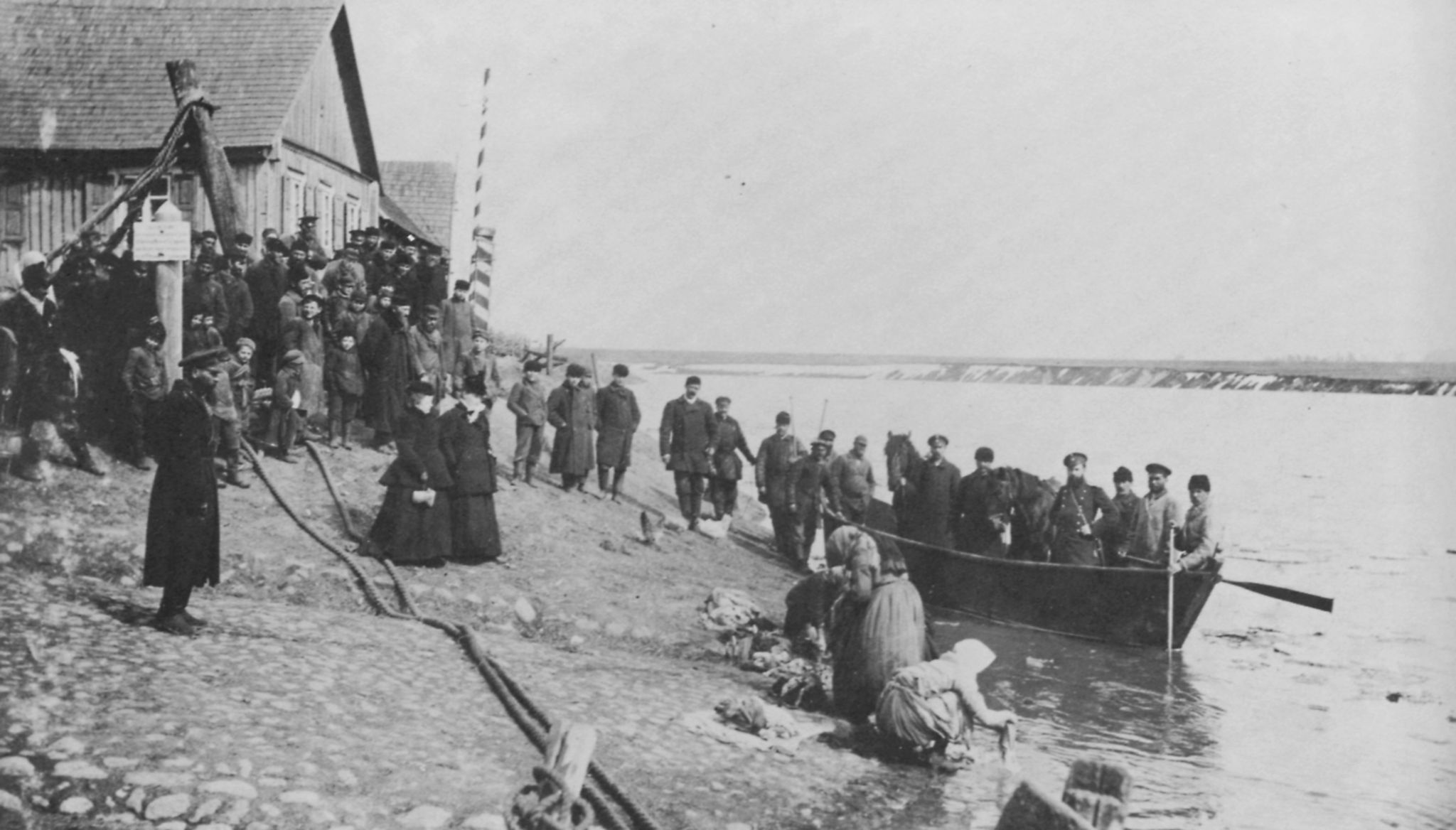
Йонавська пристань на річці Неріс за часів царської Росії

18 століття Йонава складалася з садиби та поселення, яке було розташоване на правому березі Неріса. Саме поселення розширилося на захід від броду. Повз садибу проходила дорога з Укрмерге на Каунас, центральна вулиця вела до Кедайняй.
На розширення міста вплинуло його вдале географічне розташування. Наприкінці 18 століття торгівля вздовж річки Неріс зросла, тому в місті з'явилося багато купців. У 1820 в Йонаві було майже 133 двори.

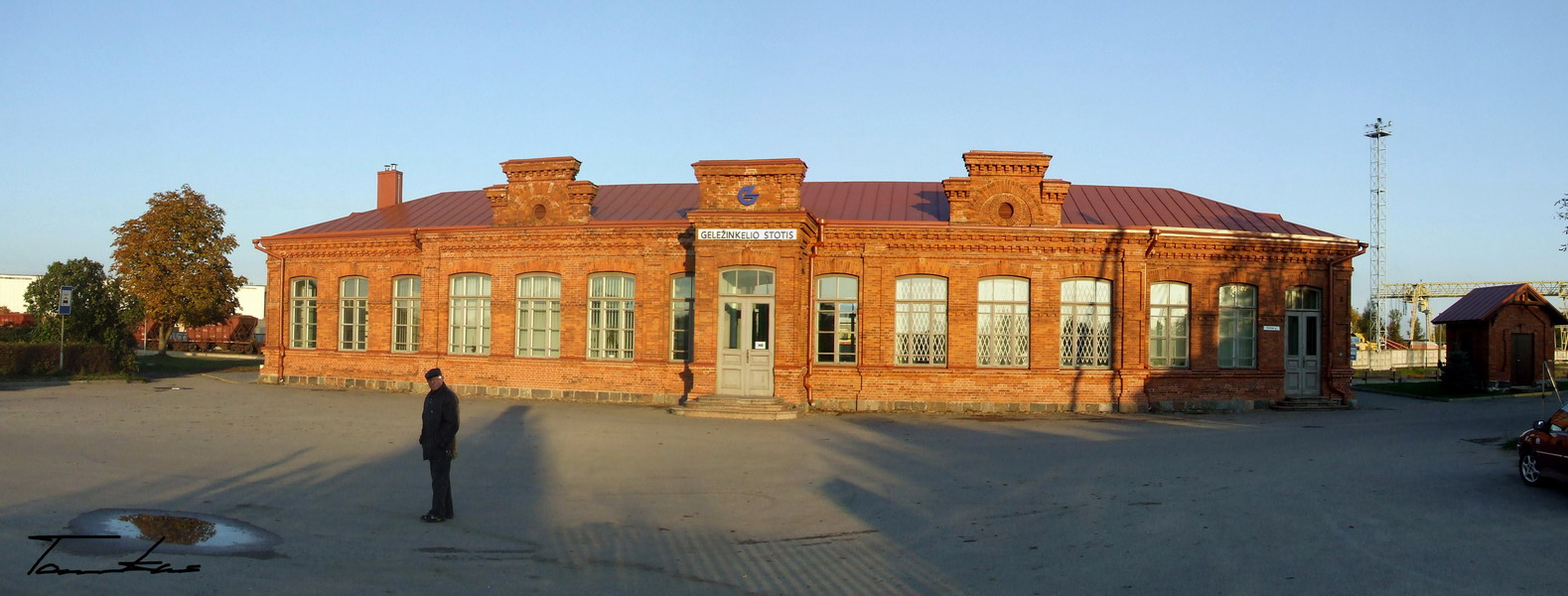
Йонавська залізнична станція, побудована 1835

У 1835 збудована дорога Санкт-Петербург-Варшава, а також кінна поштова станція. У 1838 через Йонаву побудована оптична телеграфна лінія, яку згодом замінили на електромагнітну. В 1842 через Неріс курсував пором.
Йонава була побудована без будь-якого плану. Між скасуванням кріпосного права та Першою світовою війною місто не дуже розширилося, а пожежа, що спалахнула 1894, сильно спустошила Йонаву, і 1899 було складено план реконструкції міста. Пізніше пожежа спалахнула в 1905 — знищено залізничний вокзал і багато житлових будинків.
У 1871 в Йонаві проживало близько 3000 чоловік, більшість з них займалися торгівлею. Того ж року на залізниці Лієпая-Ромни курсував перший поїзд. Залізниця значно сприяла розширенню міста на північ, і судноплавство Нерісом зрештою втратило своє значення.
Продовжувала розширюватися торгівля — проводилися великі ярмарки, створювалися крамниці та базари. У 20 ст. жителі Йонави були відомі теслярством і виготовленням коліс. У 1893 на річці Варнуті були побудовані перші млини. 1912 відкрито сірникову фабрику.

### Повоєнні роки та розвиток промисловості

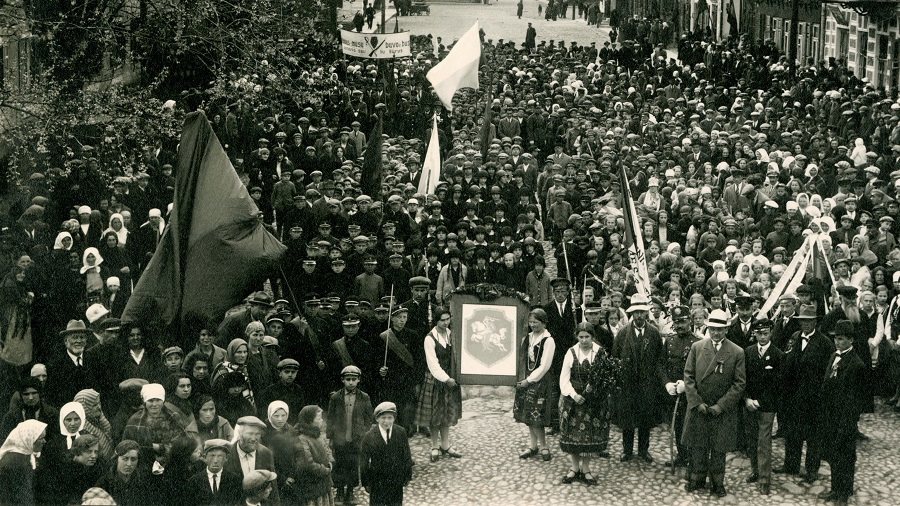
Урочистості з нагоди засідання Установчого Сейму в Йонаві 1928 р.

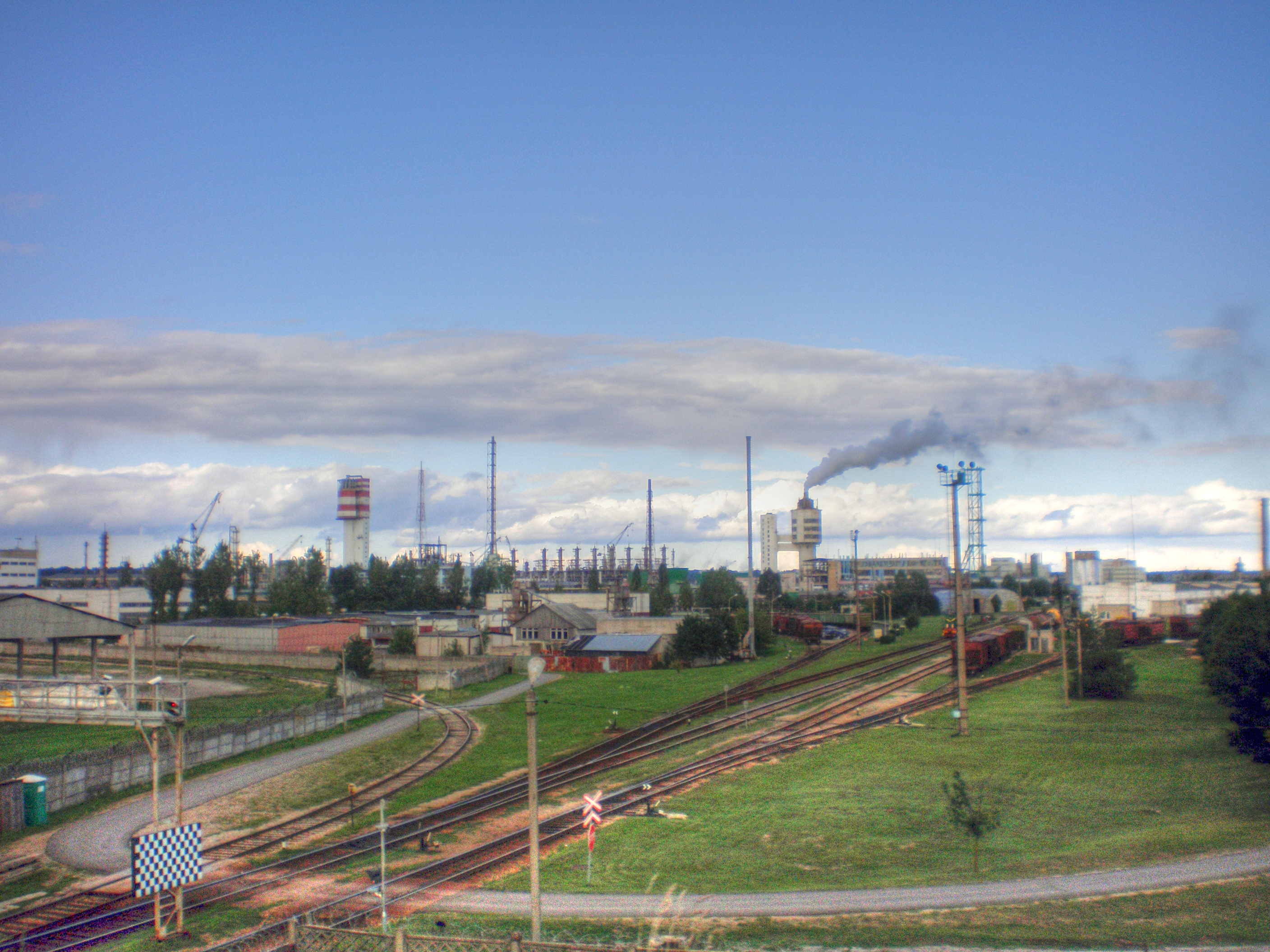
Акціонерне товариство «Achema»

Після Другої світової війни Йонава втратила багато будівель і жителів. 3 серпня 1946 Йонава стала повітовим містом.
У 1946 сірникову фабрику було вирішено перетворити на меблеву компанію, яка в 1958 стала Йонавським меблевим комбінатом. Виготовляли меблі навіть для Палати з'їздів і Великого театру. У 1960-х збудовано селище, клуб, школу для столярів.
1950 Йонава стала центром Йонавського повіту. У 1962 р. біля селища Скаруляй розпочалося будівництво хімічного (азотно-тукового) заводу — «Азот» (тепер АТ «Ачема»). Було вироблено перший литовський аміак. З 1965 завод розширювався і зростав. Так на початку 1960-х Йонаву називали містом хіміків. Через розширення хімічного заводу село Скаруляй почало знищуватися, а проблеми забруднення навколишнього середовища зросли. У центрі міста збудовано універмаг (архітектор А. Бейнортас).
1986 в Йонаві було побудовано міст Тауростас, що зменшило рух через місто. 20 березня 1989, об 11:20, на «Азоті» сталася аварія, під час якої після вибуху розлилося близько 7,5 тис. тонн рідкого аміаку. Виникла пожежа, в атмосферу викинуто багато отруйного газу, хмари якого вітром рознесено в бік Укмерге, Ширвінтоса, Кедайняй. Місто Йонава було евакуйоване. Внаслідок аварії загинуло 7 людей, більше 50 постраждало, 29 осіб стали інвалідами. Проте реальні втрати та наслідки катастрофи досі не підраховані та не названі. Відомо, що аміак може викликати серйозні пошкодження мозку у дітей, особливо небезпечний для ембріона під час вагітності.
2 лютого 2012 Територія міста Йонава збільшилася на 300 гектарів, сусідні села були приєднані до міста, і загальна площа Йонави досягла 1366,82 га.

## Освіта та навчання

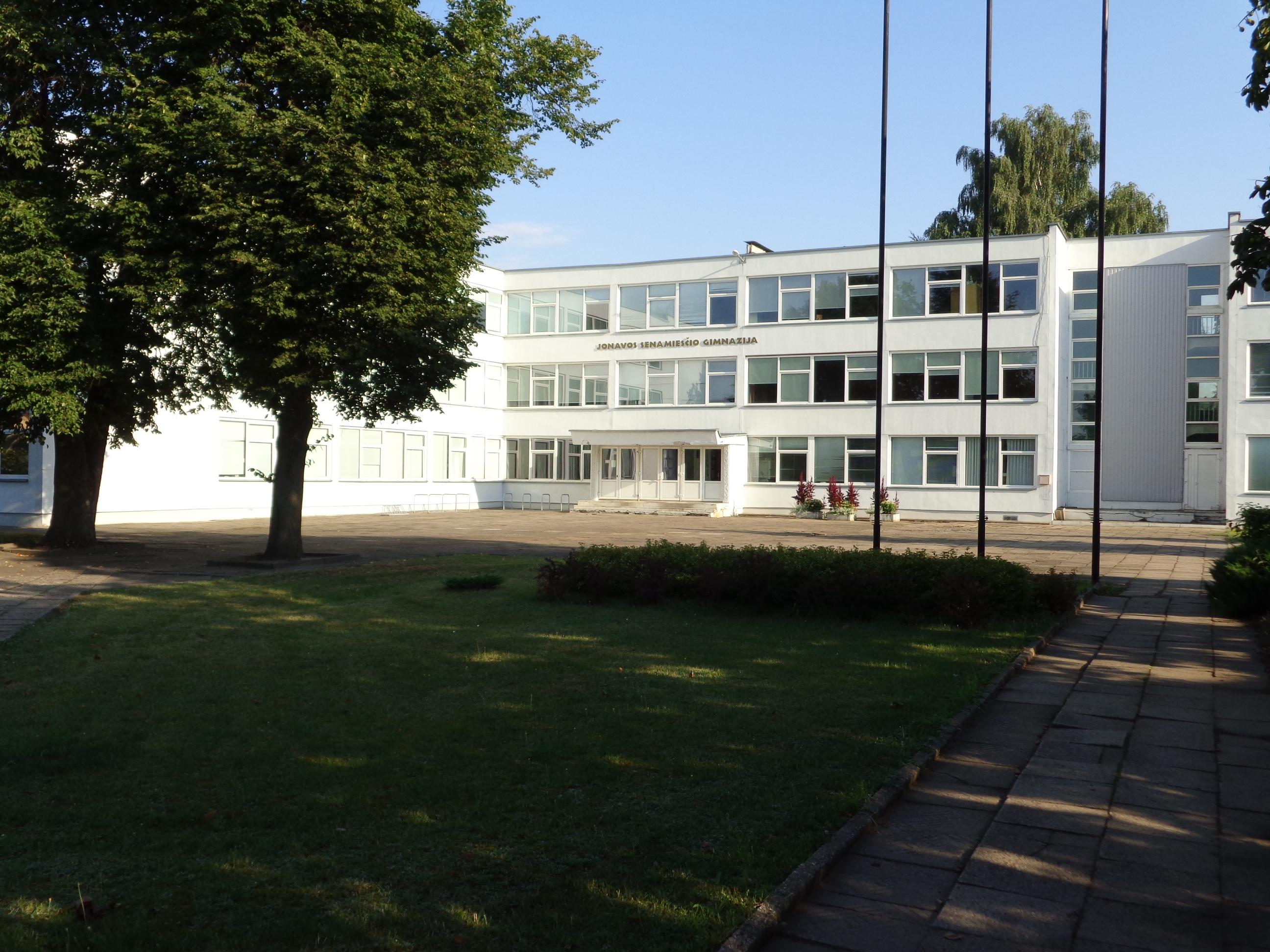
Йонавська Староміська гімназія

В 1782 у Йонаві вже була школа. Дітей навчали ченці. Школа згадується в письмових джерелах 1820. Через 13 років цю школу відвідувало вже 40 дітей. Після 1820 під час повстання її закрили.
1867 в Йонаві було створено народне училище (тобто початкове училище), де все викладалося російською мовою. 1871 з Румшишкеса була переведена початкова школа, для якої було створено ремісничий клас. 1919 засновано прогімназію, яка видала одну аспірантуру. 1935 збудовано двоповерхову цегляну школу, яку в післявоєнний час перетворено на середню. 1968 у Йонаві відкрилася нова середня школа. У міру зростання міста на старій Каунаській вулиці була побудована школа.
Зараз тут діють політехнічна школа, загальноосвітня юнацька школа, староміська гімназія, гімназія ім. Джеронімоса Ралі, гімназія Йонаса Сантарвеса, Центр освіти дорослих. Також 4 початкові школи: «Lietavas», «Neries», «Raimundos Samulevičius», «Vareikis»), 2 початкові школи (школа ім. Йонавоса Панеріса, школа Йонавоса). У галузі дошкільної освіти працюють 2 школи-дитячі садки («Bitutė», «Šilelis»), 5 ясел-садків («Lakštingalėlė», «Dobilas», «Saulutė», «Žilvitis», «Pakalnutė»). Також у місті є додатковий навчальний заклад — «Jonava Art School».

## Культура
Культурні заходи організовує Культурний центр Йонава (JKC). 1 липня 1995 Методичний кабінет відділу культури та освіти було реорганізовано в Центр культури, а через рік будинок культури переїхав до палацу культури «Achema group». Організовуються свята з язичницькими традиціями, церемонії запалювання, Свята міста та багато інших заходів.

### Колективи
В районі працює понад 20 художніх колективів. Цікавою є діяльність молодіжного колективу «Добіля». Танцювальний колектив початкової школи Йонаваса Раймундоса Самулявічуса (керівник Рима Ауглієне) працює більшу частину року. Діють дитячий естрадний хор «Šuldu buldu», три хори: «Жеміна» — мішаний, жіночий — «В'яз» та «Вілтіс», вокальний ансамбль «Престо», жіночий колектив національного танцю «Siaudelė», фольклорний гурт «Ладута», літній танцювальний колектив «Mazgytinis».

### Бібліотеки

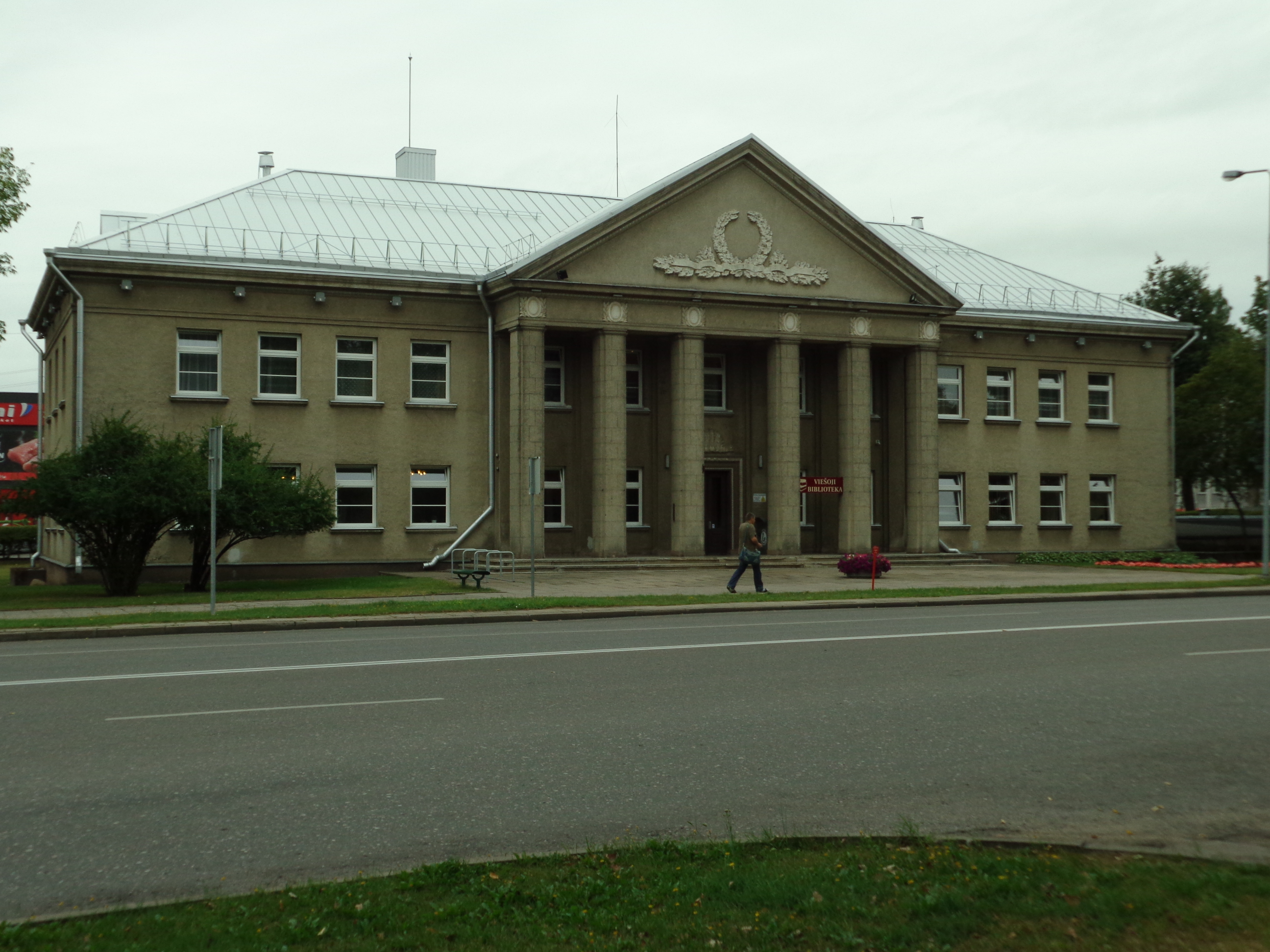
Йонавська публічна бібліотека

Йонавська державна публічна бібліотека була створена в 1939? закрита в 1941, пізніше, після закінчення Другої світової війни, була відновлена. 1950 стала районною бібліотекою. У 1976 переїхала в приміщення Йонавської кіннопоштової станції, а в 1992 — у теперішнє приміщення.
Нині Йонавська районна комунальна публічна бібліотека має 15 філій у селах Йонавського району та одну філію в місті Йонава. У центральній бібліотеці організовано багато виставок, зустрічей з письменниками та місцевими жителями. Тут опубліковано близько 200 000 книг.

### Культові споруди

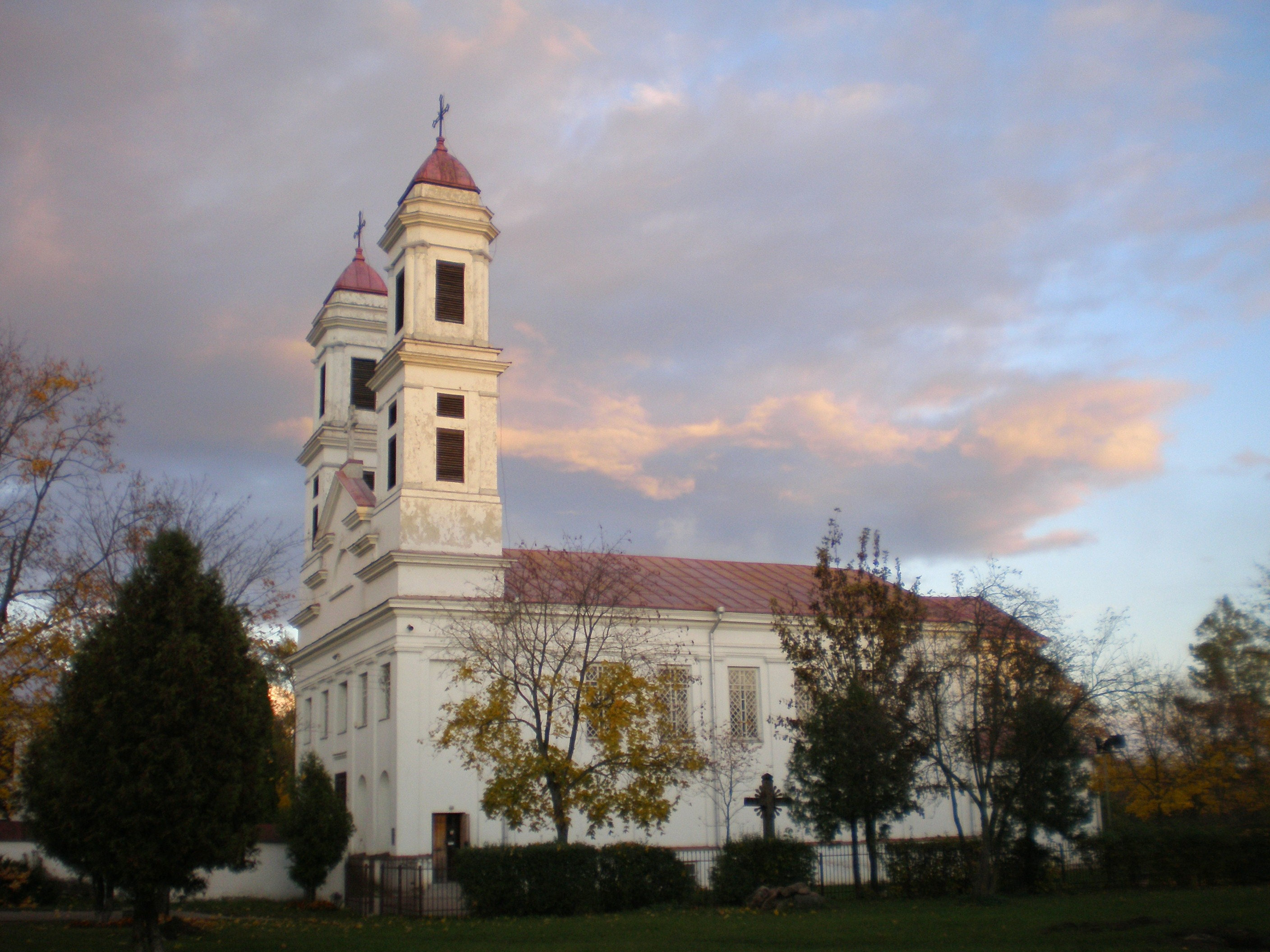
Церква Св. Апостола Якова

- Костел св. Якова Апостола, збудований у 1793 за проєктом Лаурина Стуока-Гуцевічюса.
- Церква св. Анни, збудована 1622, славиться св. образом Діви Марії; стиль — ренесанс.
- Каплиця вигнання, побудована 1992
- Парафіяльна каплиця Апостола Івана, 2012

## ЗМІ
У Йонаві з 1965 р. видавалася перша регіональна газета «Pergalės vāgīva». Друкувався «Голос Йонави». Зараз виходять газети «Alio Jonava», «Naujienos», «Jonavas garsas» і щомісячник «Jonavas krastas».
У Йонаві також працюють два телеканали: «AVVA», що транслюється для абонентів кабельного телебачення, і «TV7», що транслюється аналоговими телевізійними передавачами на Йонаву та околиці.

## Герб
Герб Йонави з зображенням білого лебедя затверджений в 1996 році декретом президента Литви.

## Спорт

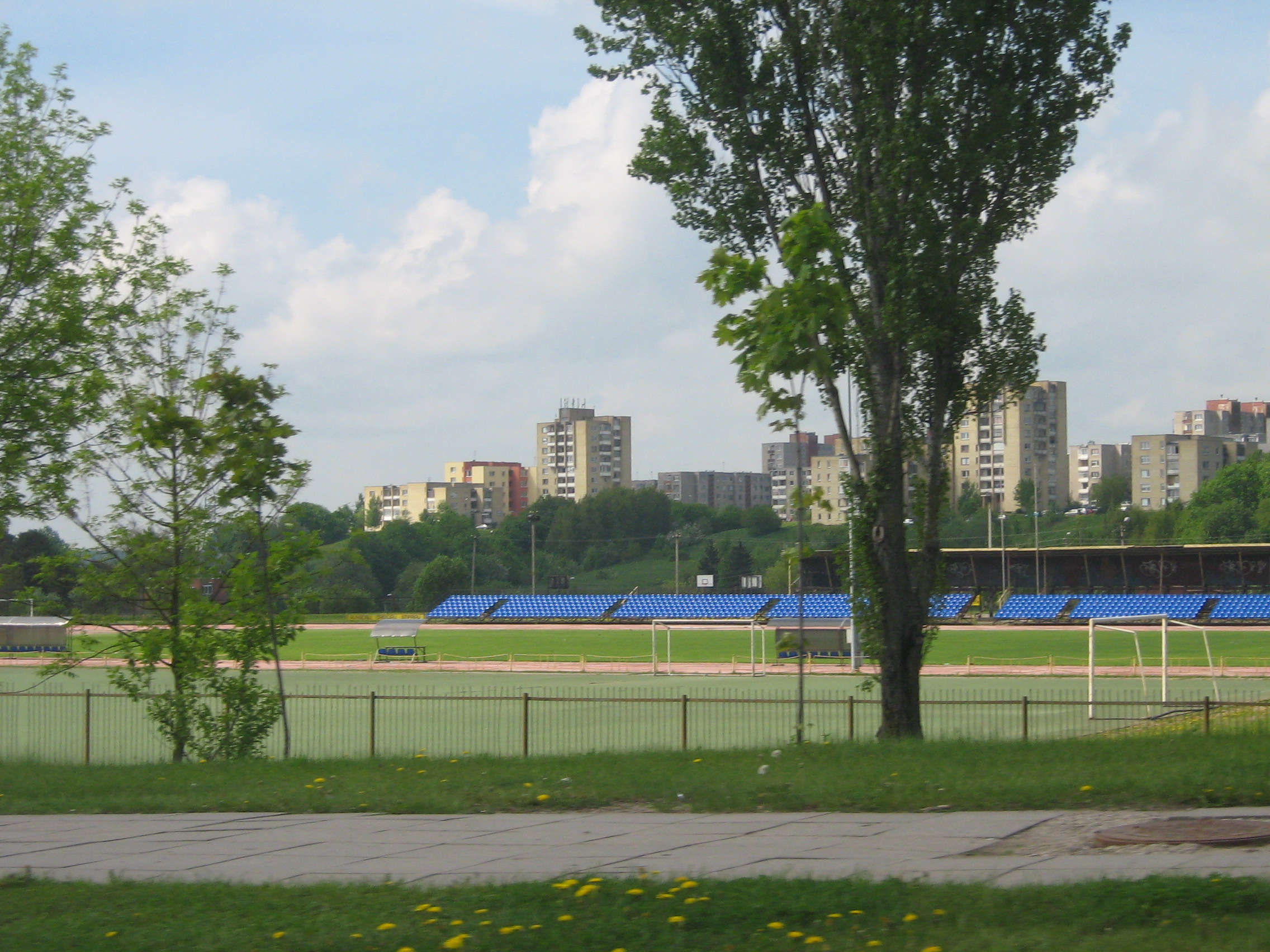
Стадіон фізкультурно-спортивного центру Йонава

Спортивні заходи організовує Йонавський фізкультурно-спортивний центр. У ньому зареєстровано понад 13 спортивних клубів, які налічують понад 300 членів. Команда «Лієтава» є переможцем Другої ліги Литви з футболу. Волейбольний жіночий клуб «Achema-KKSC» тричі ставав переможцем чемпіонату Литви. Є також гуртки боксу та шахів. Представники клубу бігу на довгі дистанції «Маратонас» завоювали чотири медалі на міжнародному Вільнюському марафоні.

### Футбол
- ФК Йонава, футбольний клуб, який грає в першій лізі.
- «Jonava B», дублюючий склад, виступає в першій лізі.

### Баскетбол
- Спортивний клуб «Jonavas»

### Волейбол
- TSK «Aušrinė»

## Промисловість

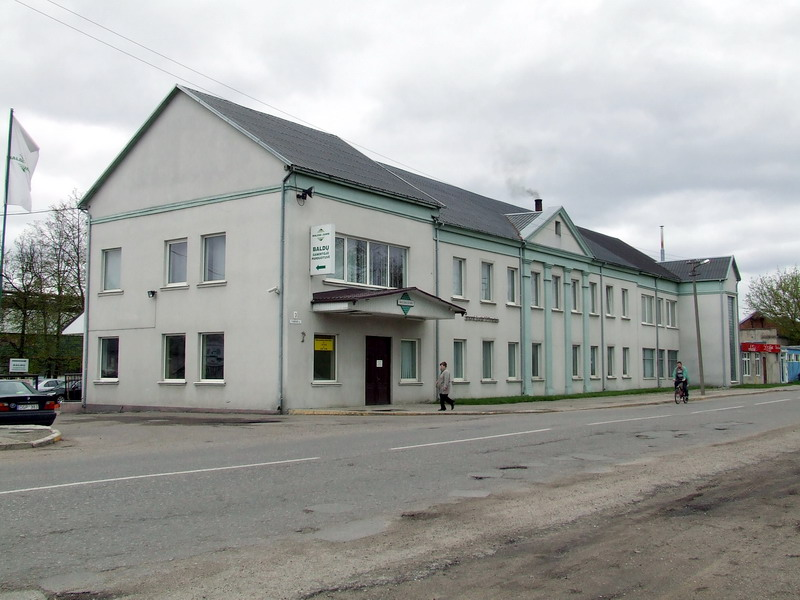
Меблева фабрика Йонавас

Найбільшою компанією в місті є хімічна компанія АТ «Achemos grupės», яка виробляє добрива, розташована на найсхіднішій околиці міста, поблизу злиття Неріса і Швянтойї.
Інші важливі компанії:
- ПАТ «Baltasis pyragas» (колишня назва «Jonavas duona») — хлібобулочні вироби
- АТ «Jonavos dujo ūkis» — постачання природного газу
- ПАТ «Baldai Jums» — виробництво меблів (працює замість колишнього «Jonavas baldai kombinat»)
- ПАТ «Jonavos stalius» — вікна, конструкції
- АТ «Jonavos agroservisas» — металоконструкції, будівництво, електромонтажні роботи
- «Група А» — ткацька фабрика
- Lonas ir partneriai UAB — виробництво поролону
- AТ «Jonavos grūdai» — переробка зерна, зберігання, торгівля.

## Транспортне сполучення

### Автобуси

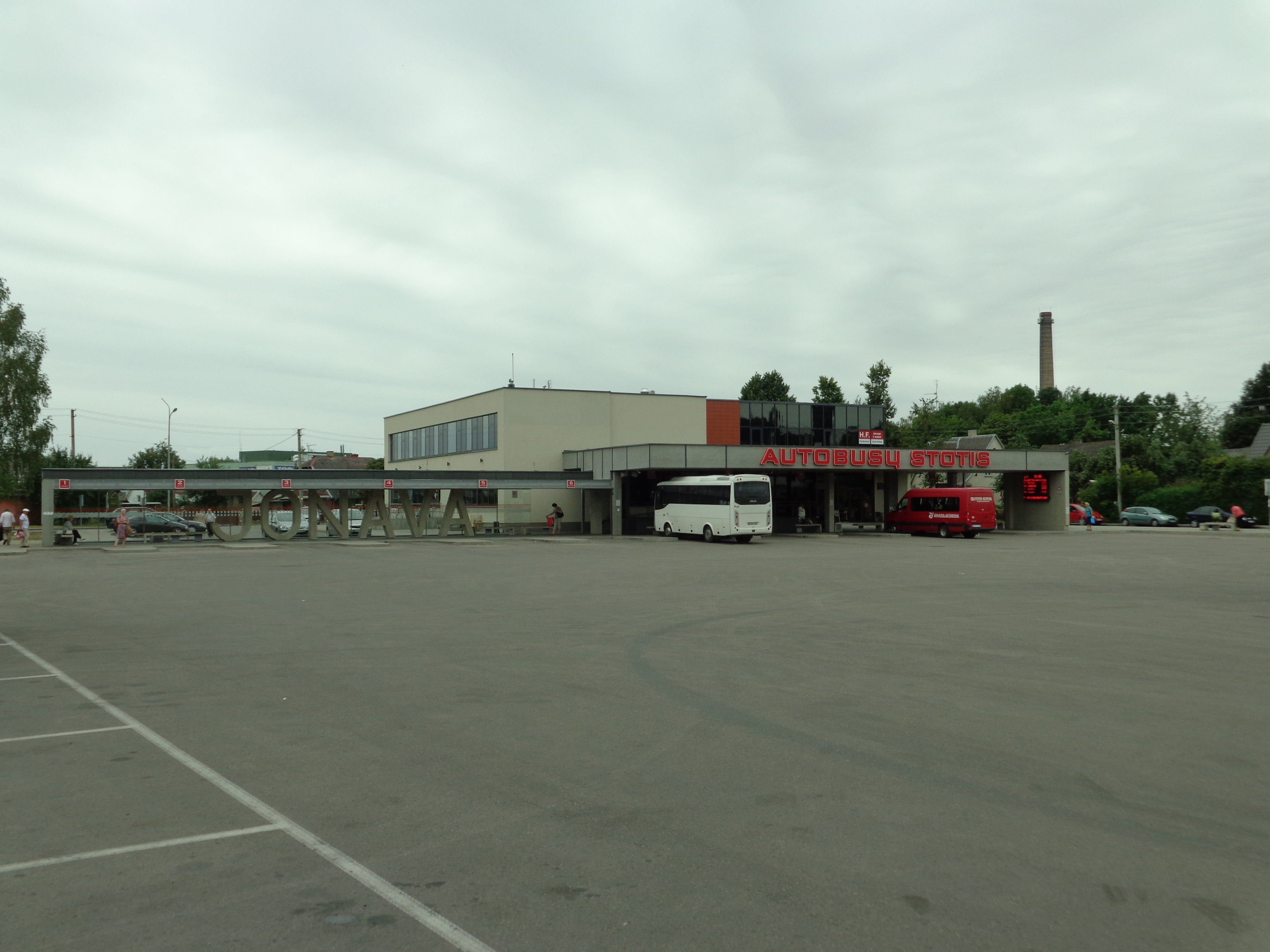
Автовокзал Йонавас після реконструкції

Діяльність громадського транспорту організовує АТ «Jonavos Buses». Ходять автобуси № 1-9 і маршрутки (приватні автобуси № 6).
Йонавська автостанція була побудована в 1978. Зараз автобуси можуть дістатися майже до всіх регіонів Литви. Автовокзал був реконструйований 2013.
- Веб-сайт автостанції Йонава: http://www.jonavosautobussai.lt/

### Залізниця
Йонавська залізнична станція була збудована 1871. Належала до ділянки залізниці Лієпая-Ромни. Нова залізниця з'єднала Йонаву з Вільнюсом, Шяуляєм, Лієпаєю та ін. Йонава стала важливим залізничним пунктом. 1916 була побудована вузькоколійка Йонава-Укмерге, поки її не розібрали у 1958, яка використовувалася для перевезення пасажирів і вантажів.

### Дороги
Головна дорога проходить через Йонаву:
- A6
- E262

Заміські дороги:
- KK143
- KK144
- KK224

## Галерея

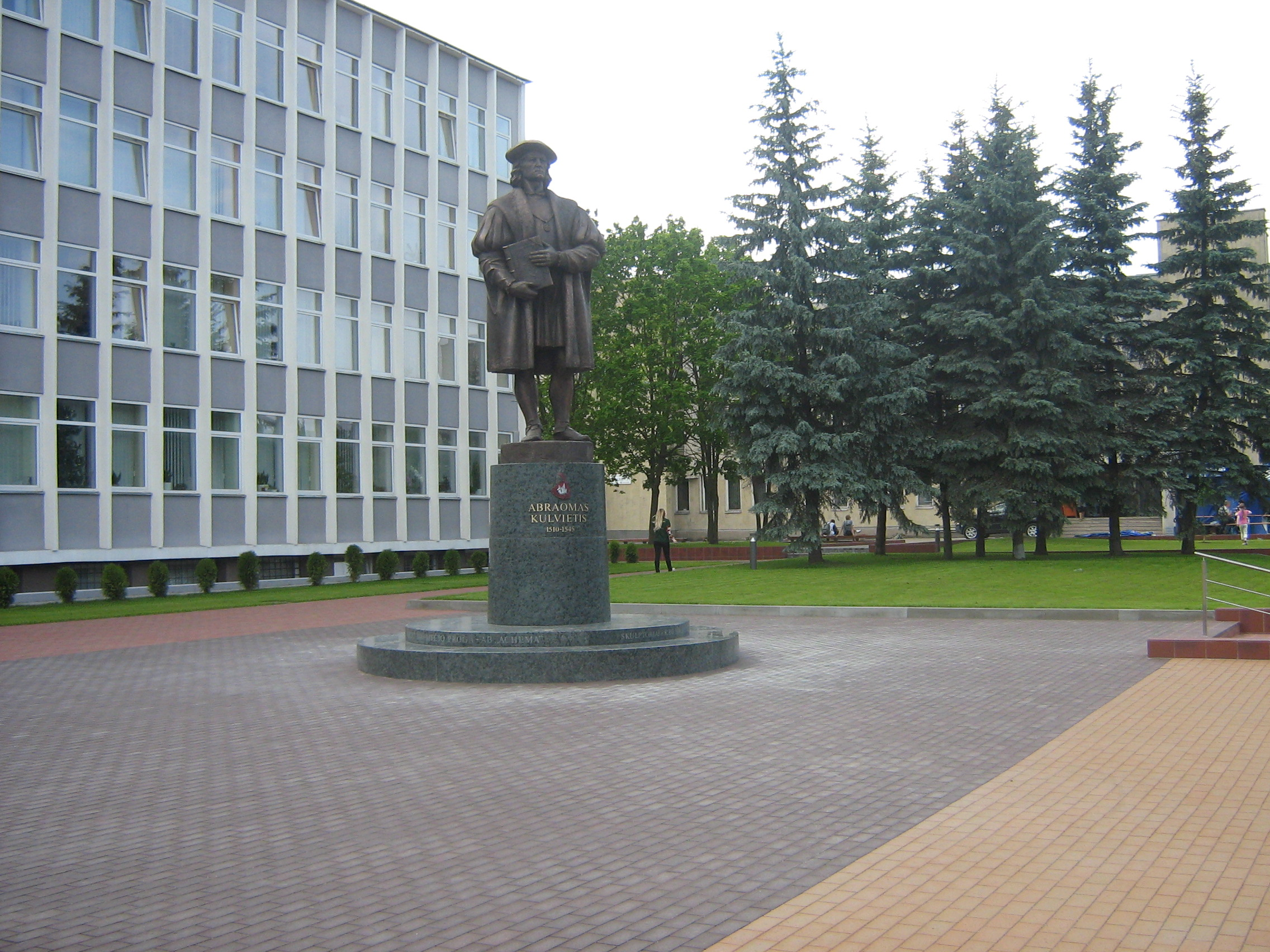
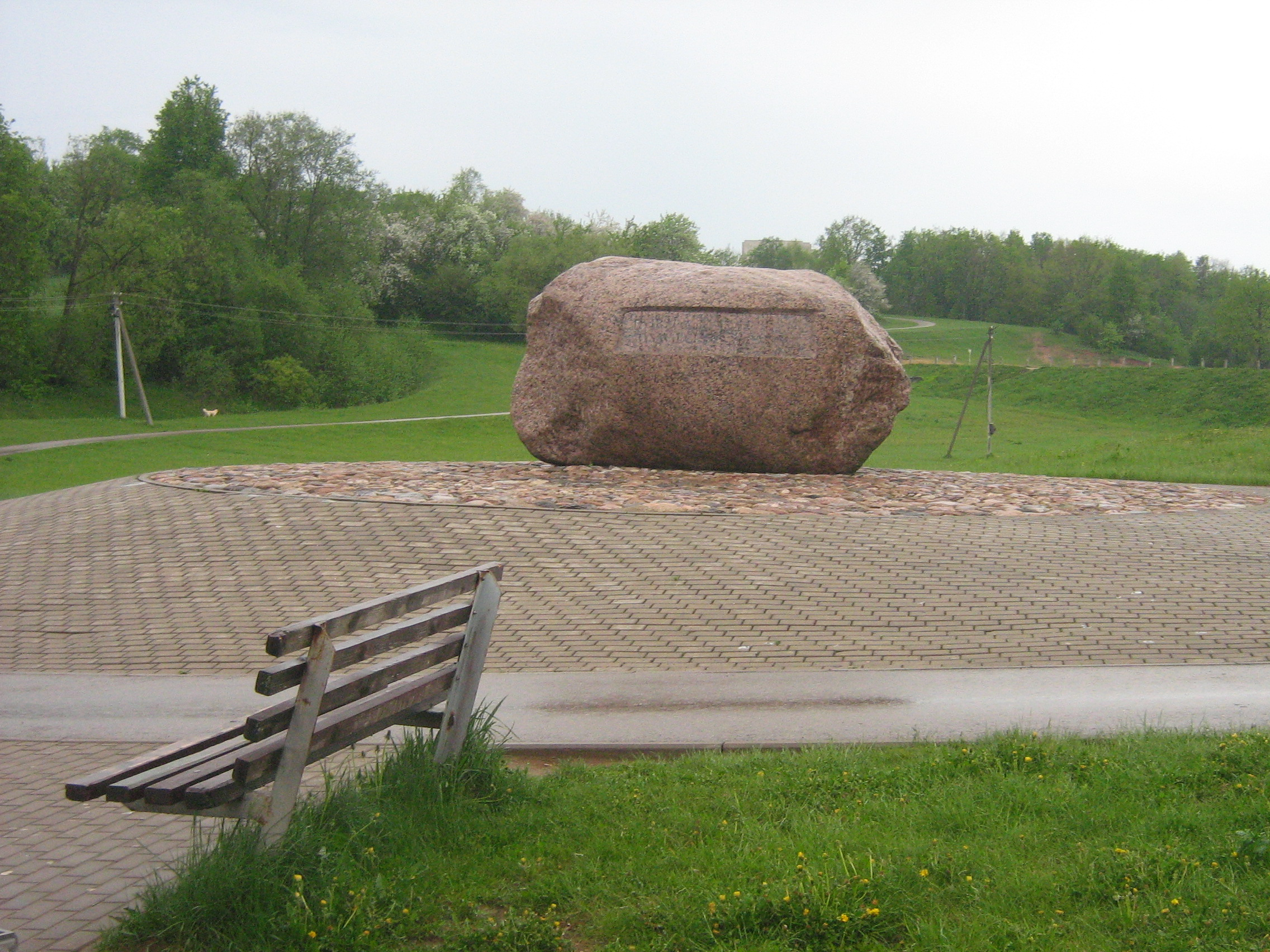
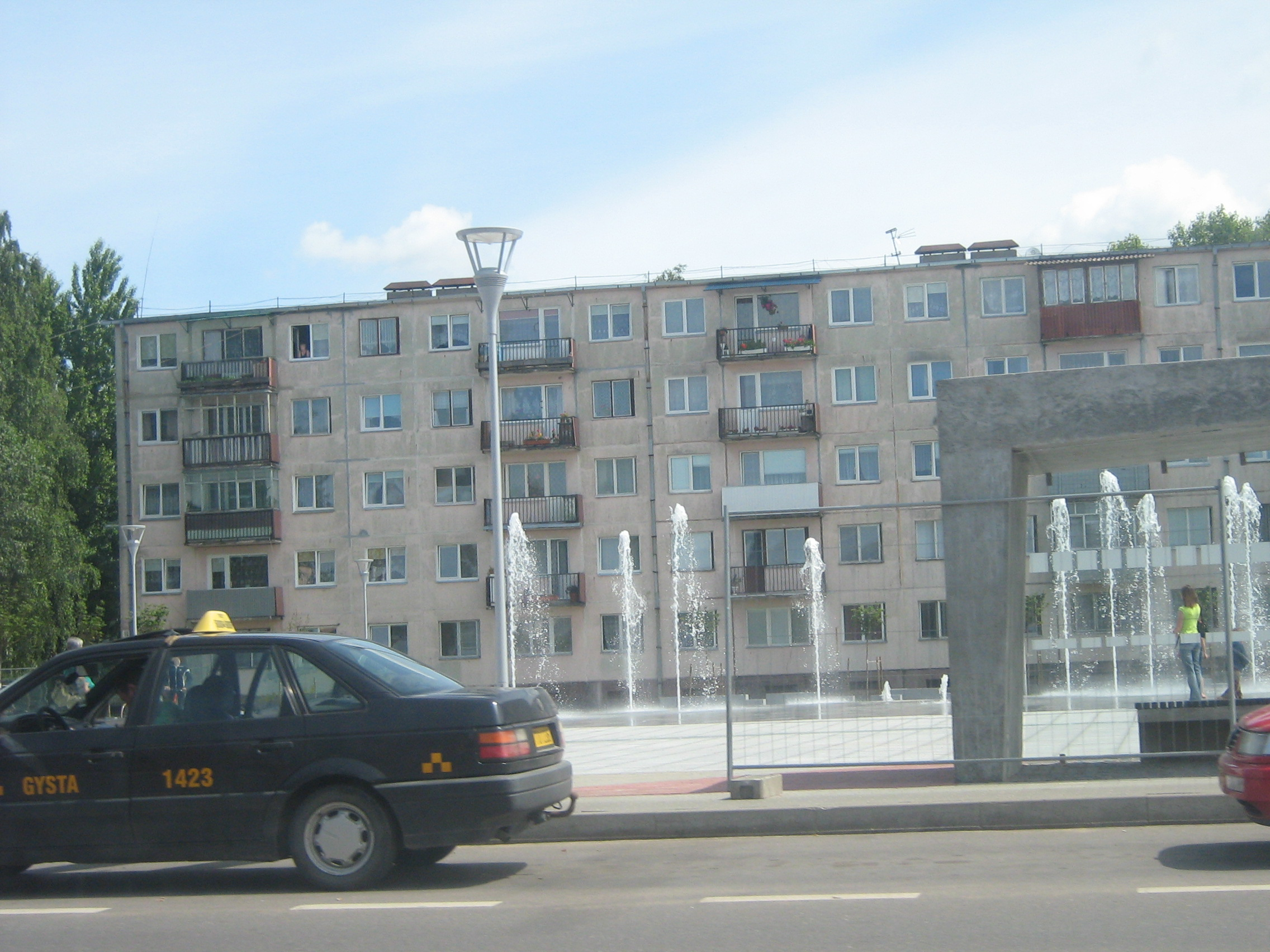
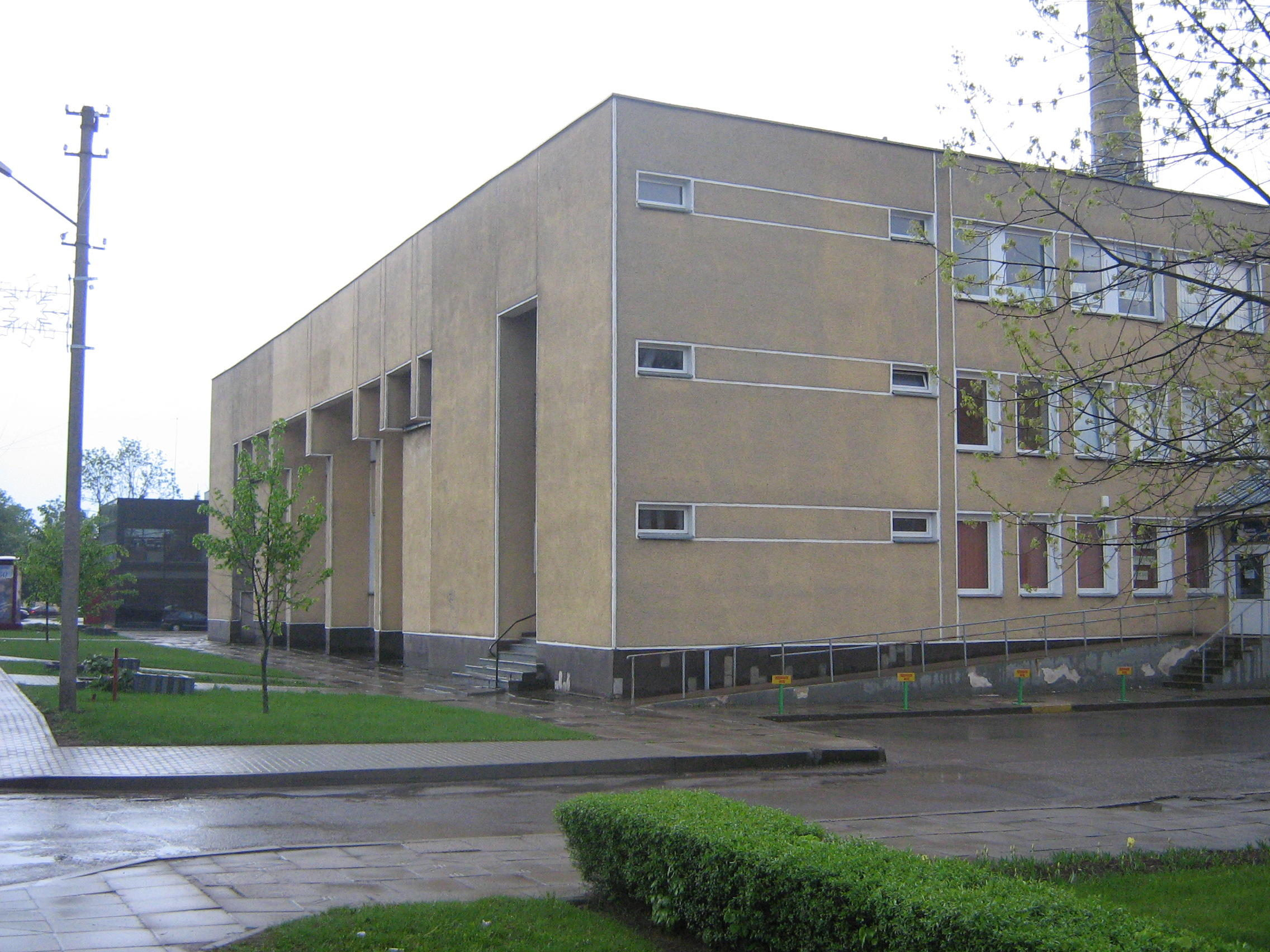
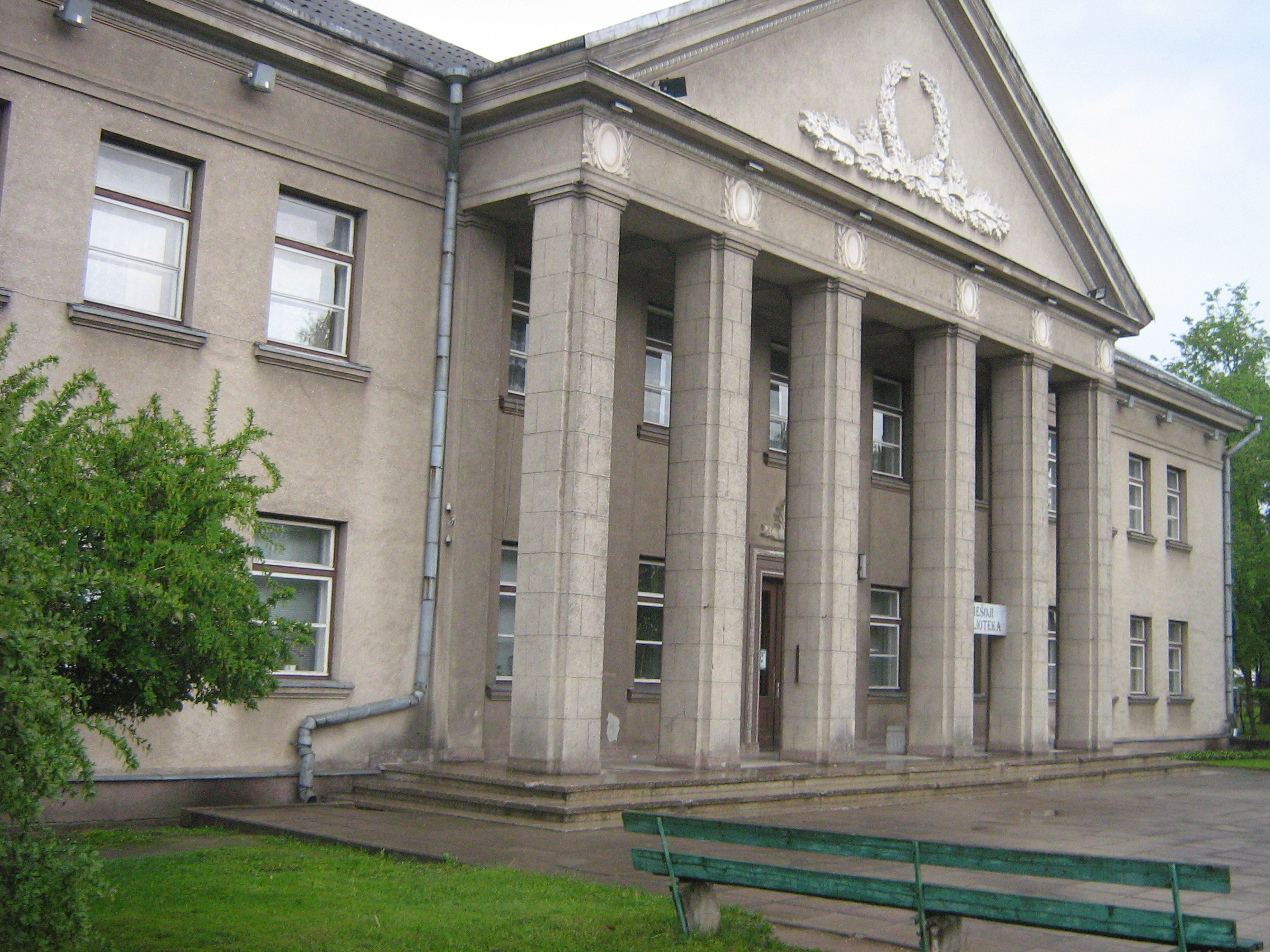
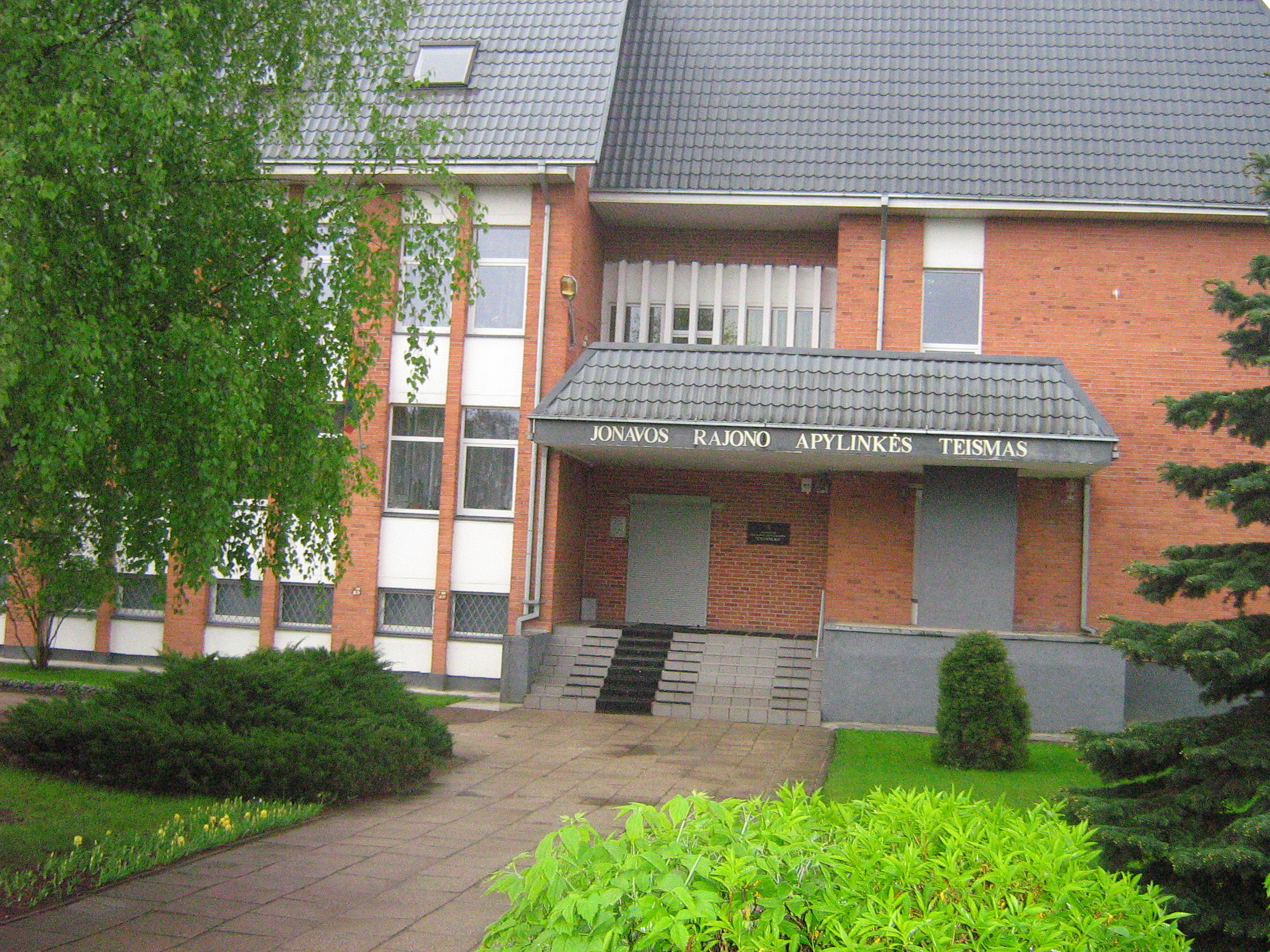
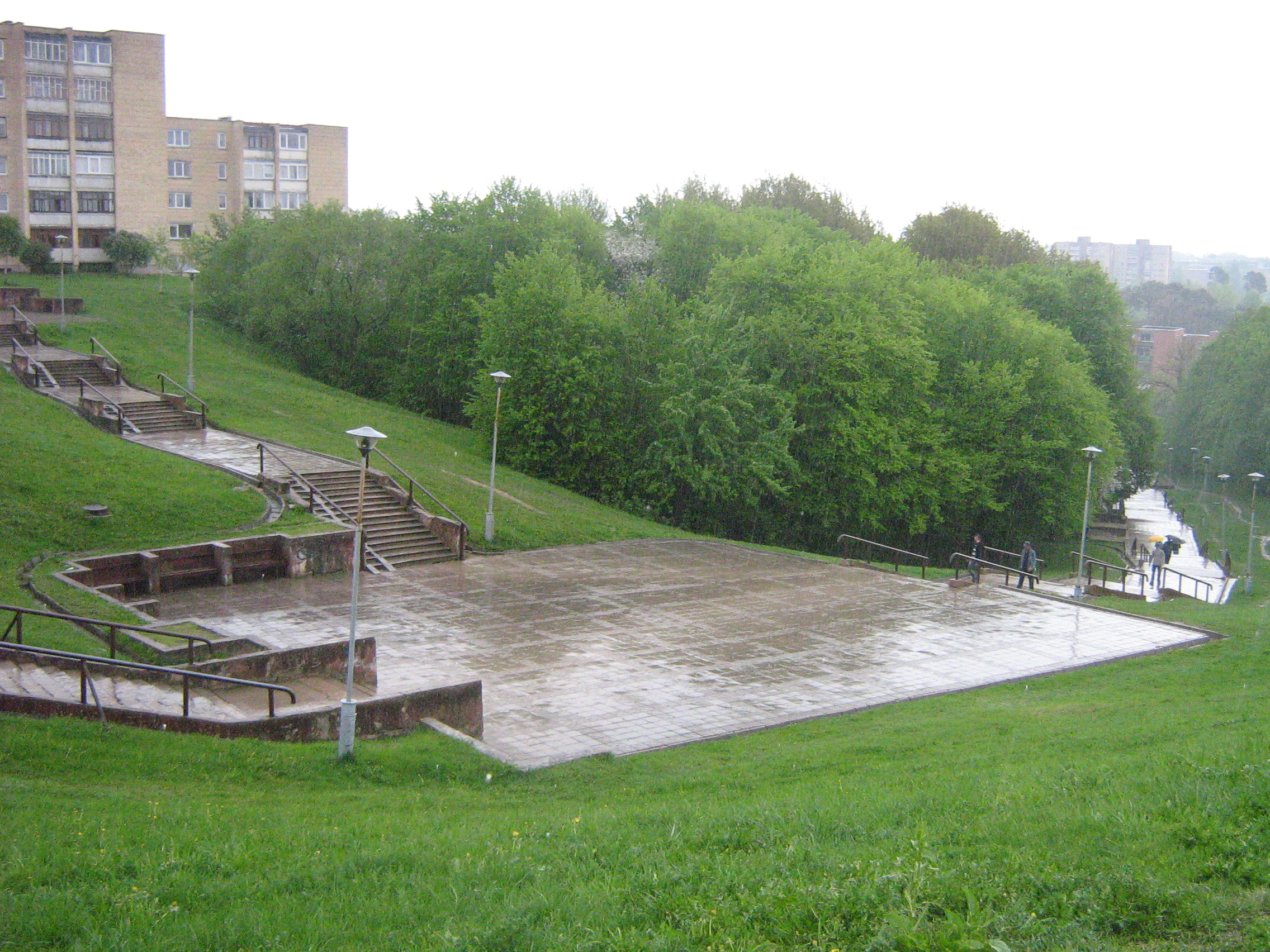
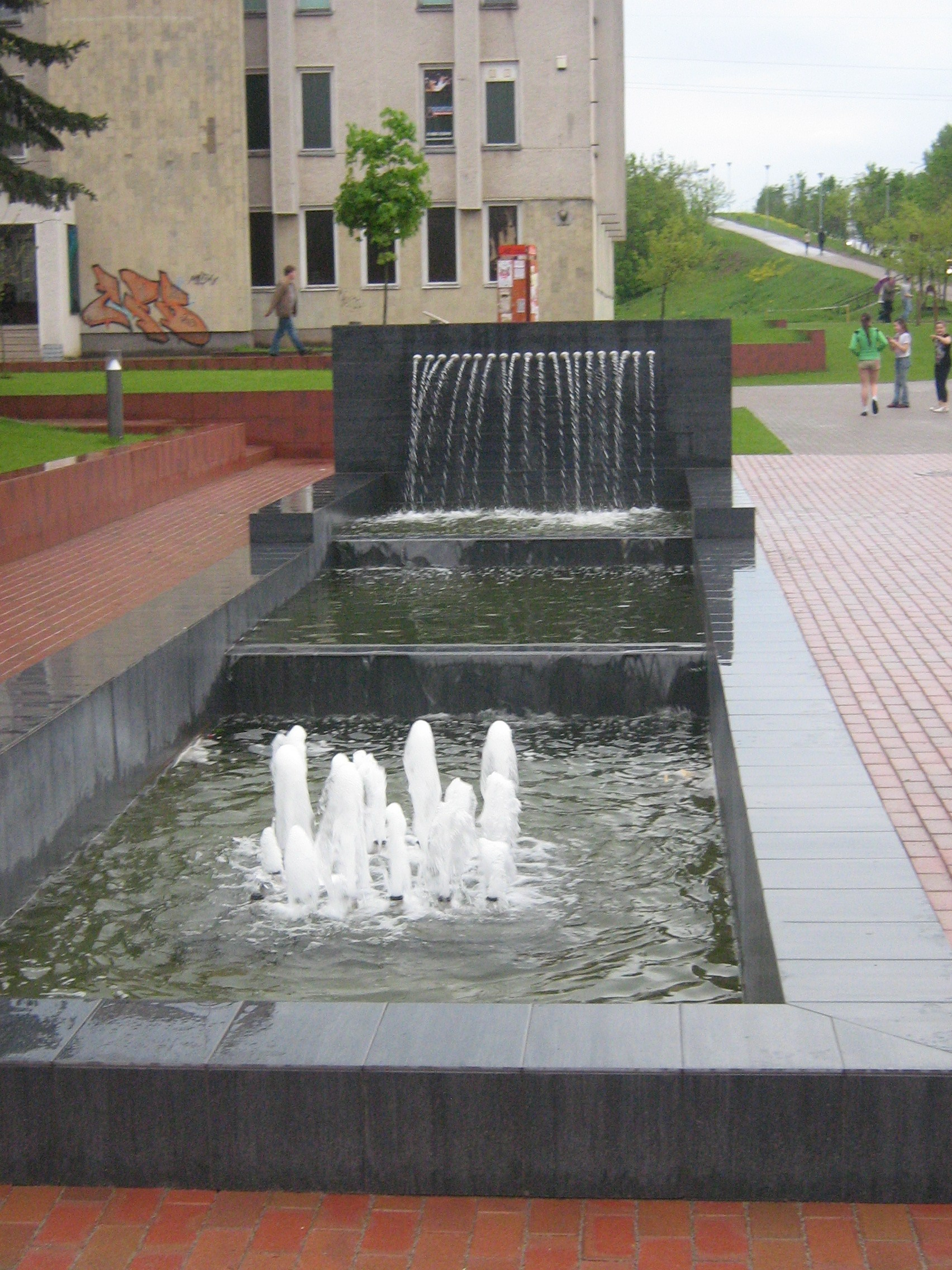
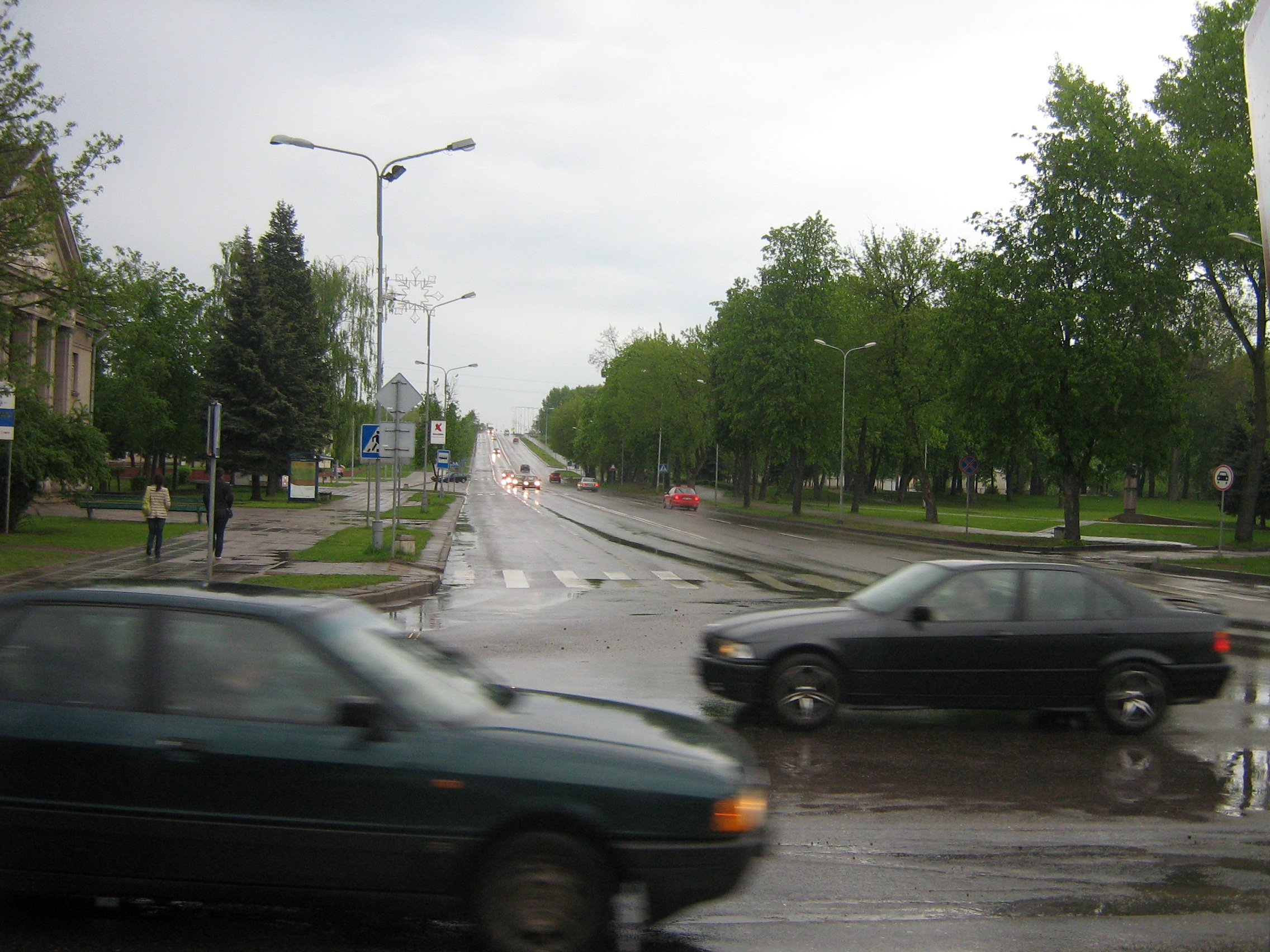
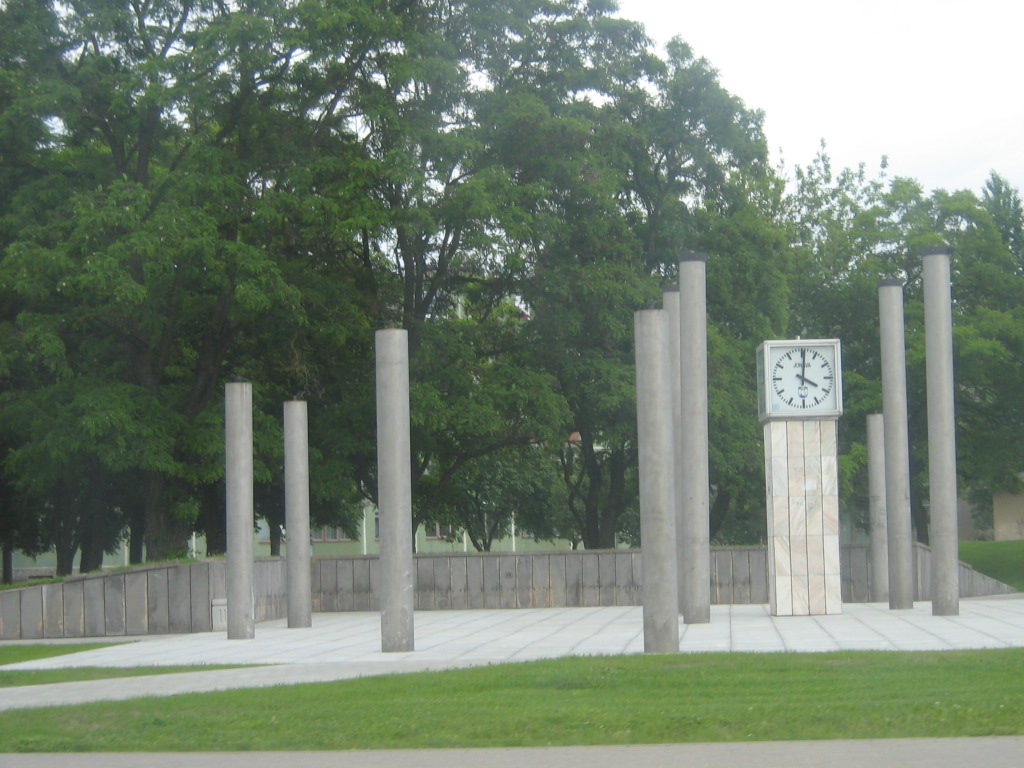
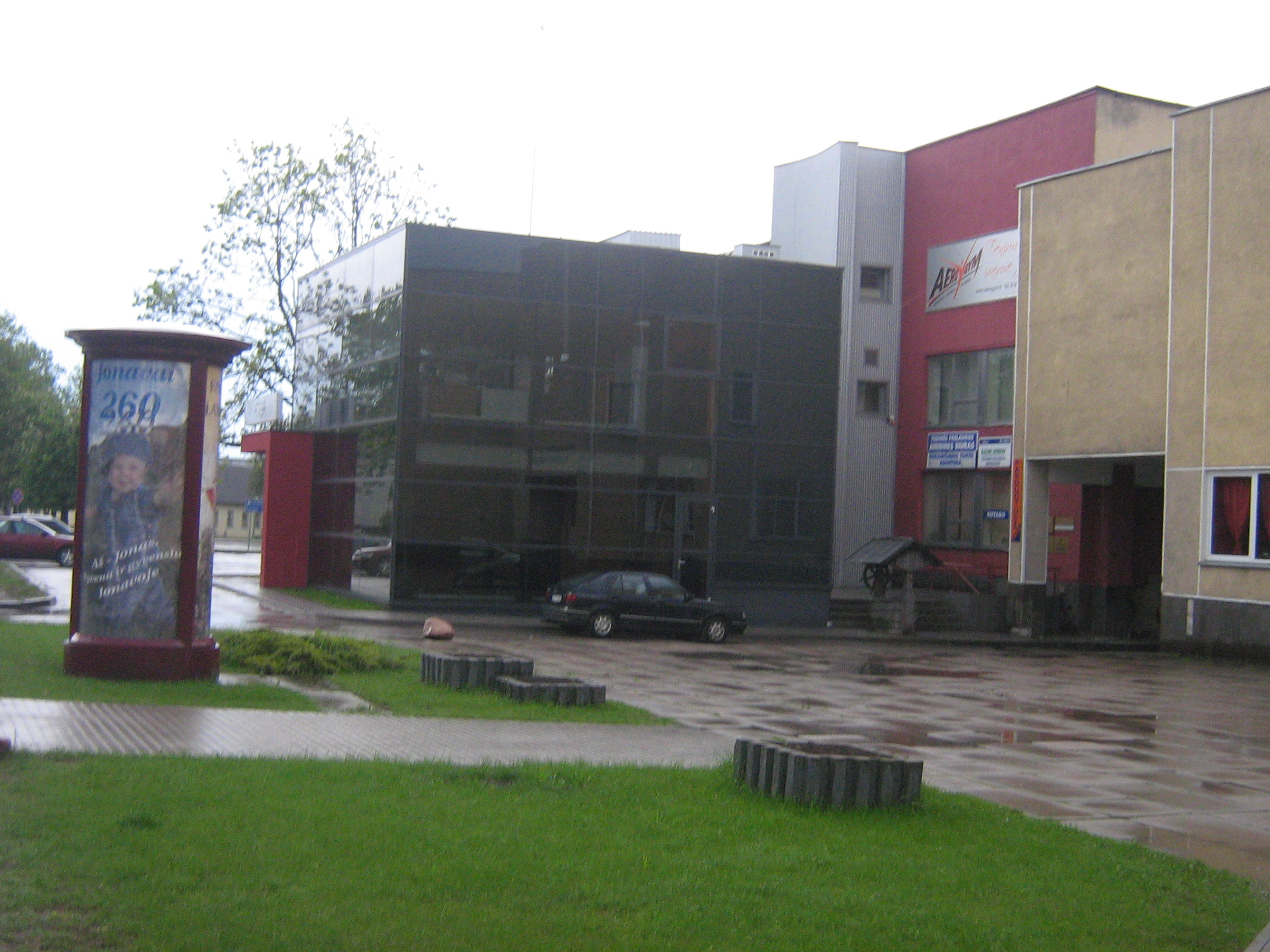
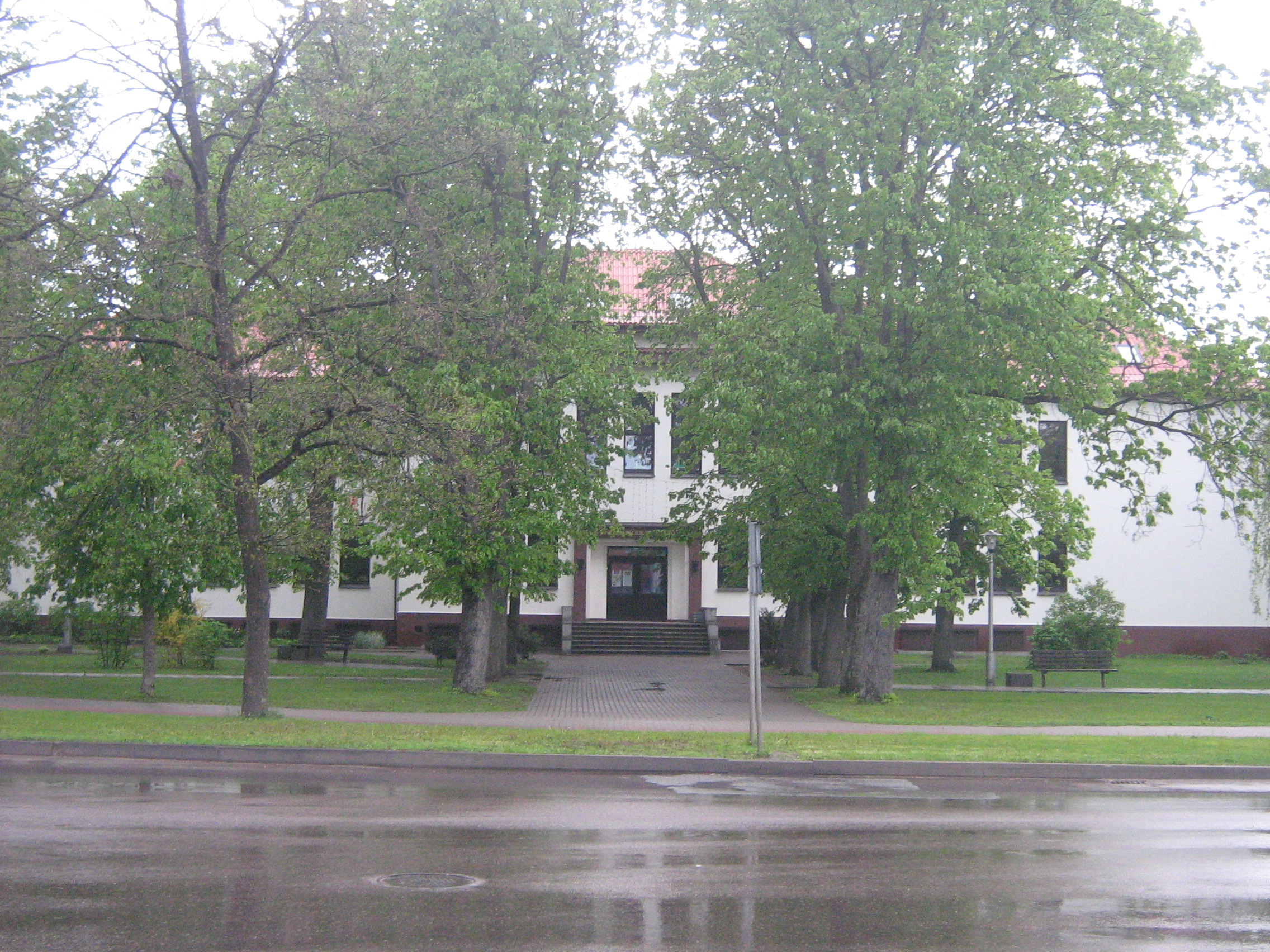
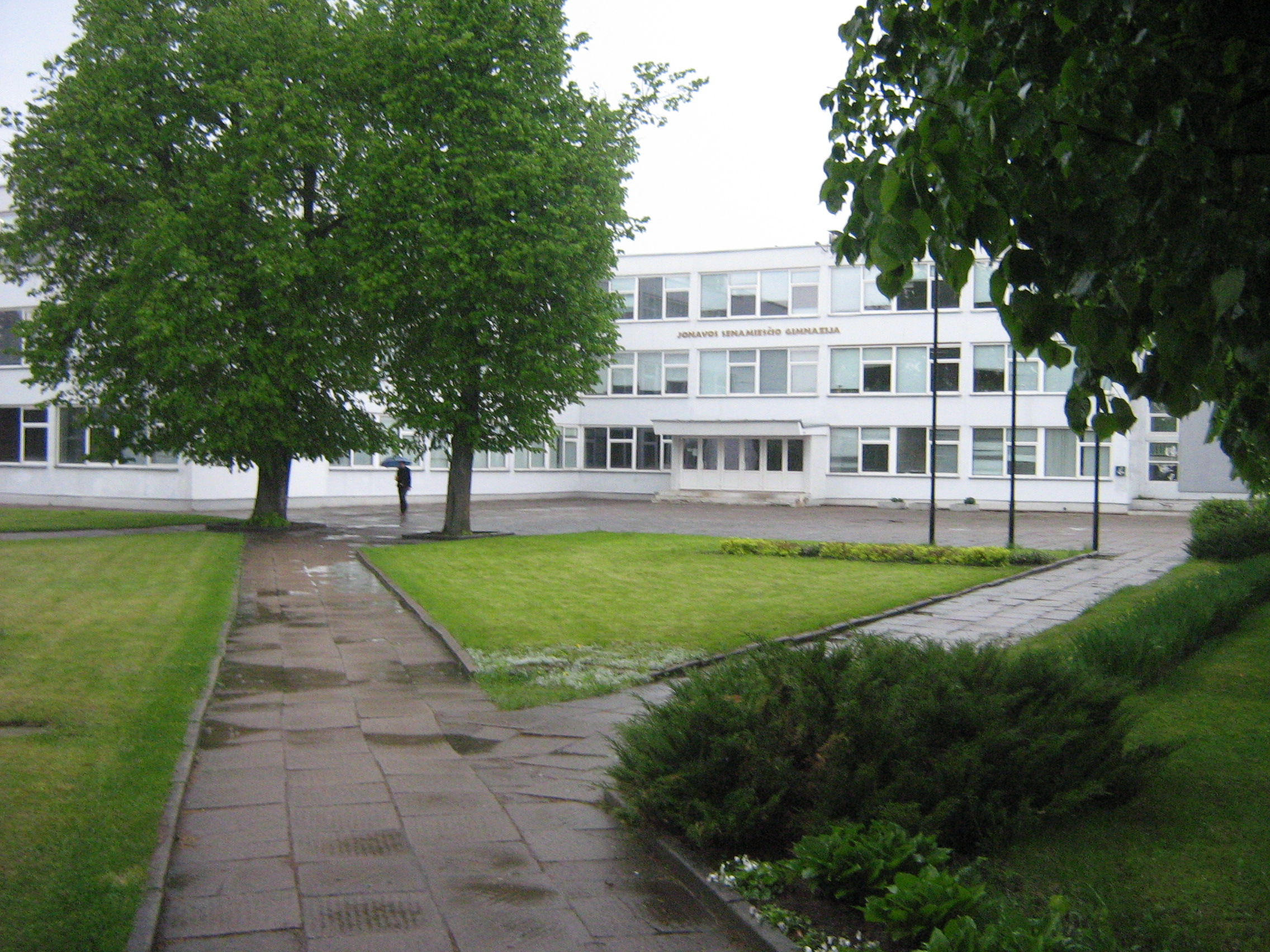
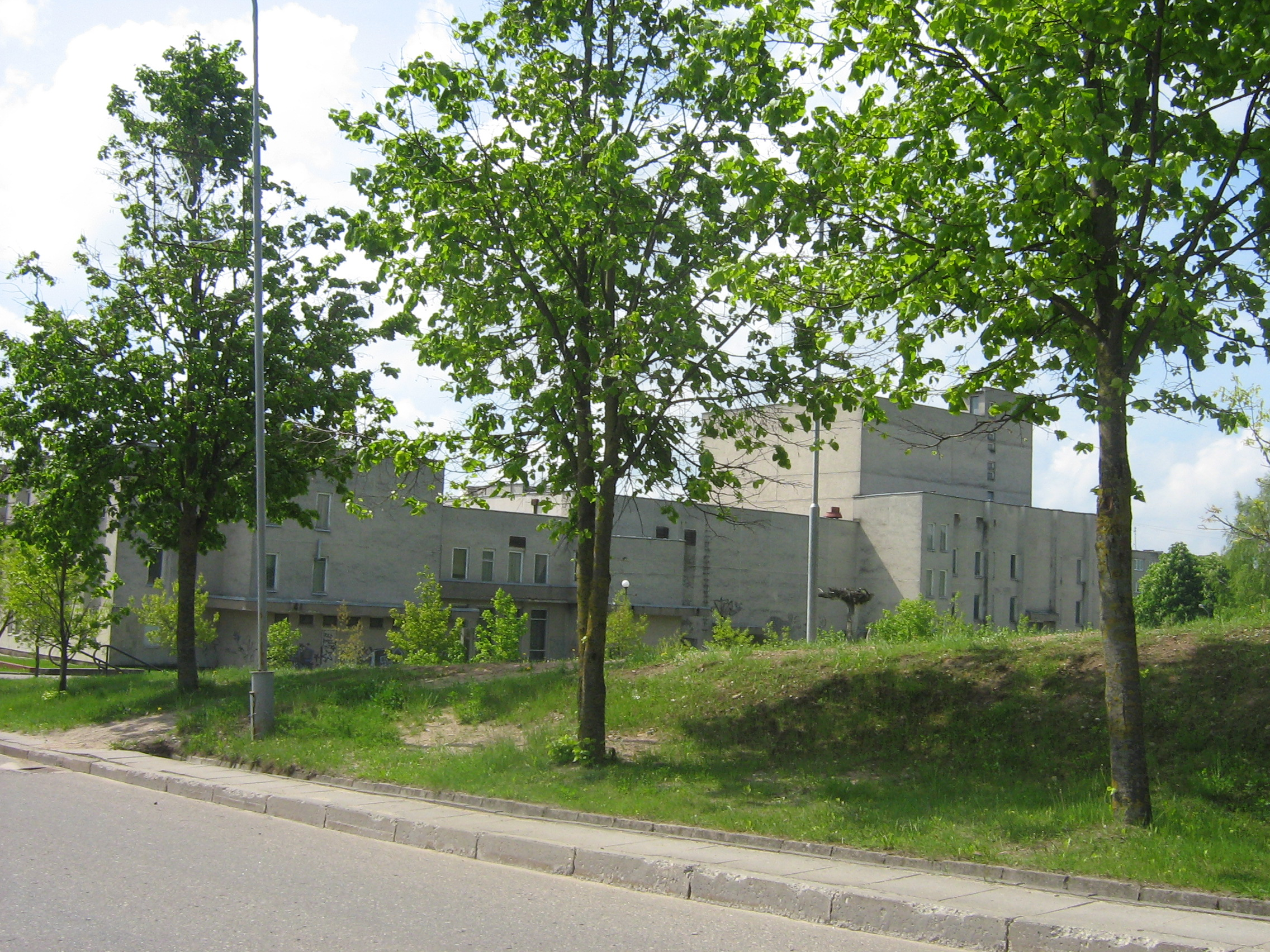
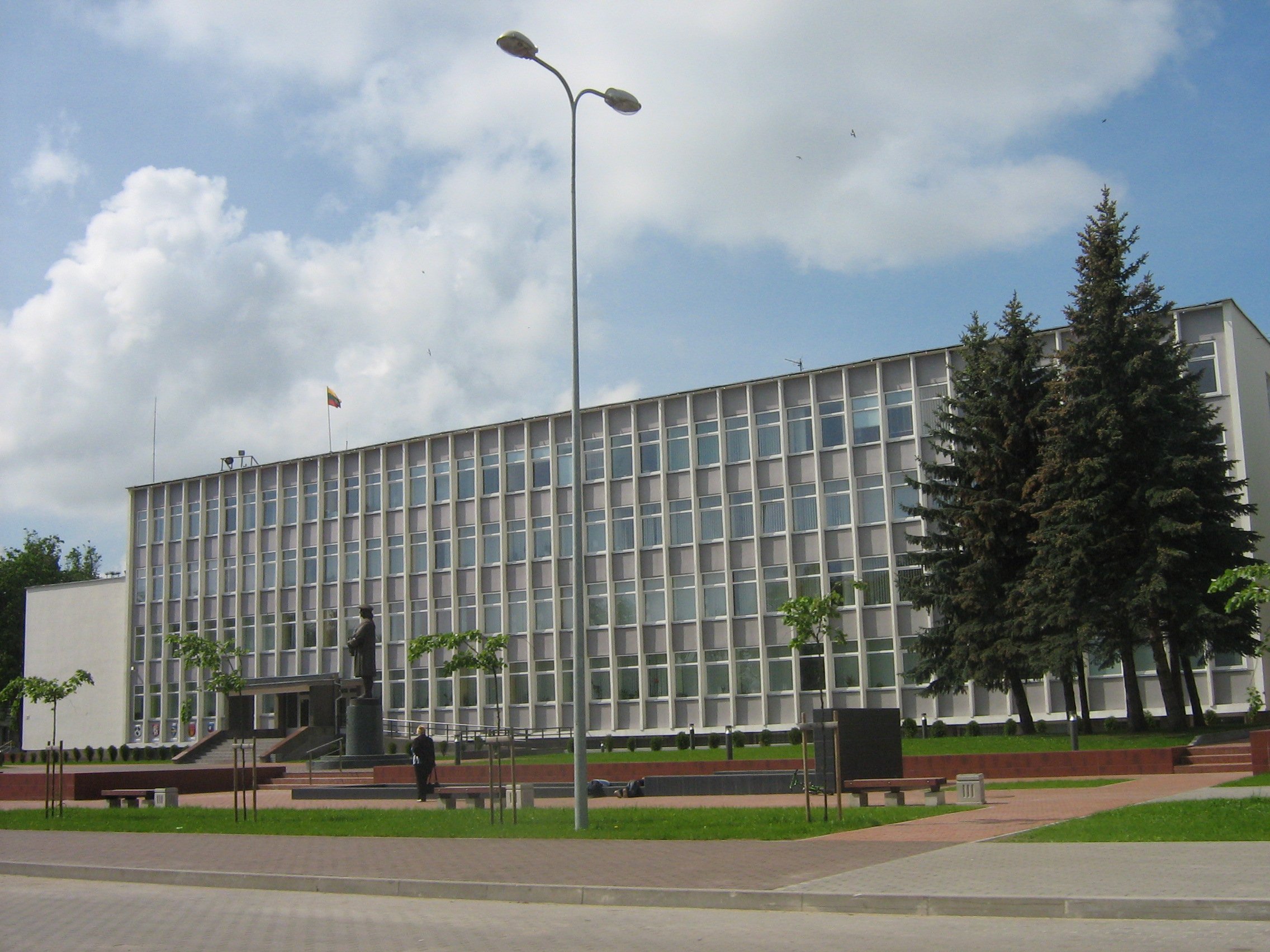
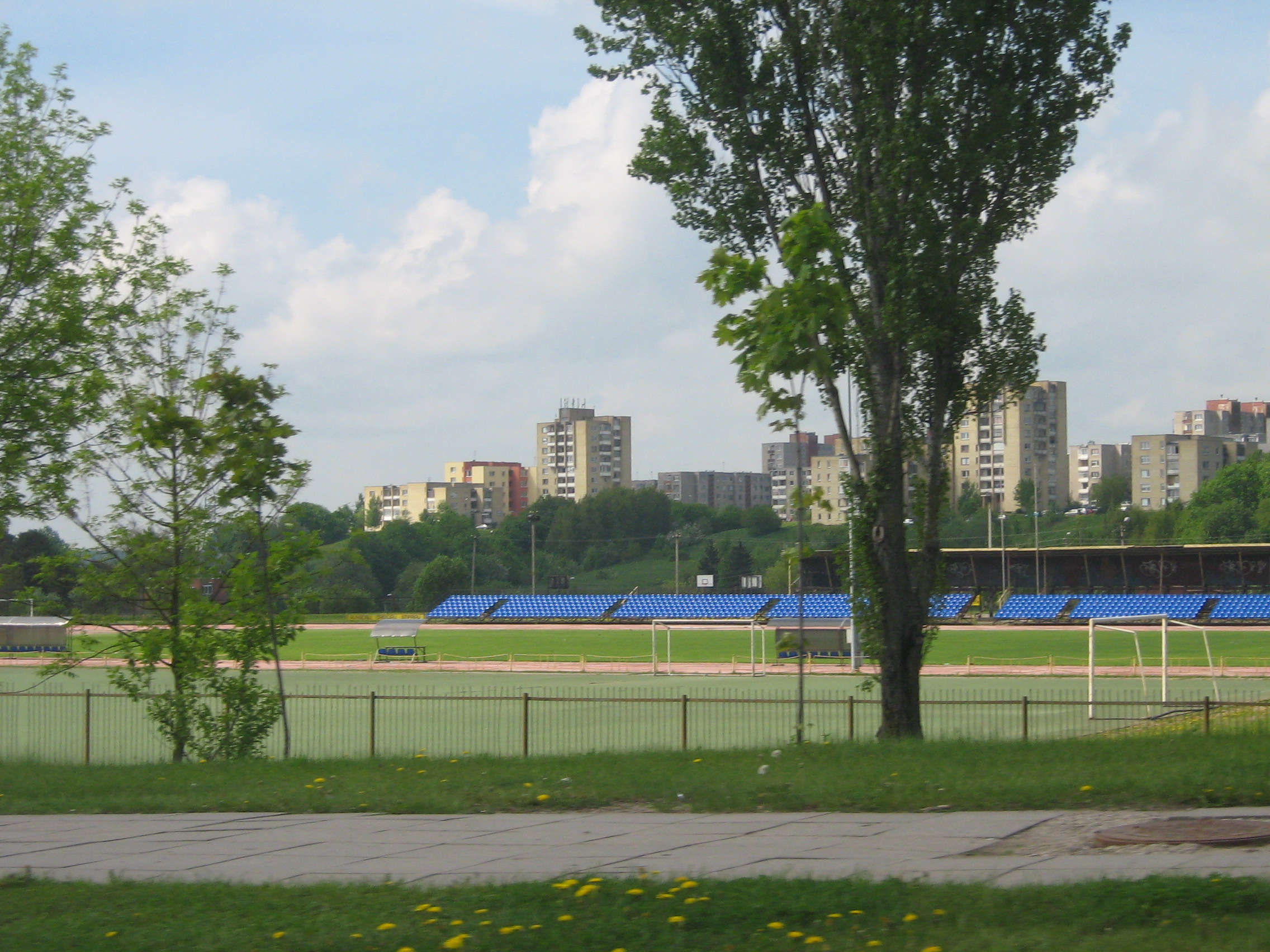